# À la une, à la deux, à la mort
À la une, à la deux, à la mort (titre original : Three to Get Deadly) est un roman policier américain de Janet Evanovich publié en 1997. C'est le troisième roman mettant en scène la chasseuse de primes, Stephanie Plum.

## Résumé
Dans ce roman, Stephanie Plum, la plus déjantée des chasseuses de primes du New Jersey, est à la poursuite d'Oncle Mo, un gentil sexagénaire vendeur de sucreries de son état. Mais il semblerait que ce vieil homme, bien sous tous rapports, cache des revenus peu respectables...